# Кенсе (Верхняя Сона)
Кенсе́ (фр. Quincey) — коммуна во Франции, находится в регионе Франш-Конте. Департамент — Верхняя Сона. Входит в состав кантона Везуль-Эст. Округ коммуны — Везуль.
Код INSEE коммуны — 70433.

## География

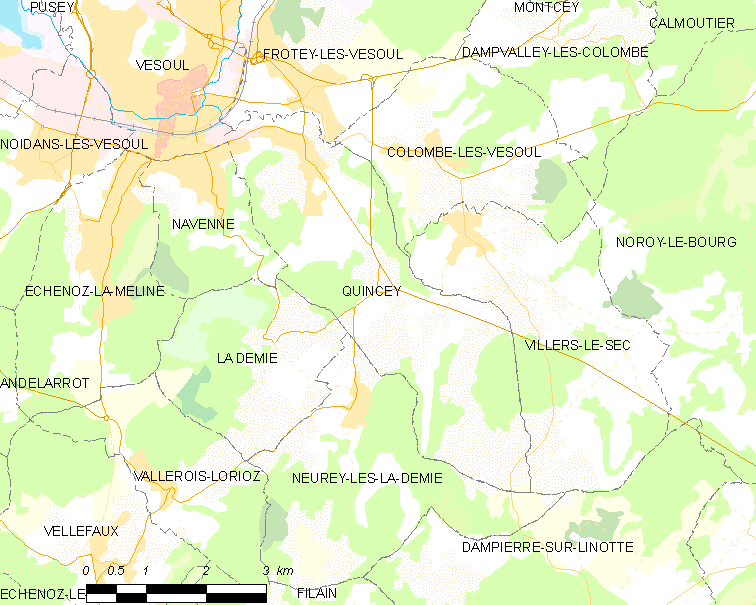
Карта коммуны

Коммуна расположена приблизительно в 320 км к юго-востоку от Парижа, в 45 км севернее Безансона, в 3 км к северо-востоку от Везуля.
Вдоль северной границы коммуны протекает река Колонбина.

## Население
Население коммуны на 2010 год составляло 1272 человека.
| 1962 | 1968 | 1975 | 1982 | 1990 | 1999 | 2010 |
| ---- | ---- | ---- | ---- | ---- | ---- | ---- |
| 408  | 433  | 709  | 1006 | 1124 | 1035 | 1272 |

## Экономика
В 2010 году среди 832 человек трудоспособного возраста (15—64 лет) 595 были экономически активными, 237 — неактивными (показатель активности — 71,5 %, в 1999 году было 72,5 %). Из 595 активных жителей работали 556 человек (274 мужчины и 282 женщины), безработных было 39 (23 мужчины и 16 женщин). Среди 237 неактивных 74 человека были учениками или студентами, 123 — пенсионерами, 40 были неактивными по другим причинам.

## Достопримечательности
- Замок Кенсе (XVII век). Исторический памятник с 1970 года[3]